# Indigenismo léxico
El término indigenismo se refiere a aquellas palabras de la lengua española que son préstamos provenientes de lenguas indígenas americanas.  Los indigenismos ingresaron al léxico español a causa de la necesidad de dar nombre a las realidades, a los objetos y al paisaje que los colonizadores encontraron en el Nuevo Mundo. En este sentido, el lenguaje de los conquistadores tenía extraordinarias limitaciones de vocabulario en lo referente a ciertas costumbres y formas de vivir que resultaban totalmente ajenas al mundo peninsular.
Los indigenismos provienen de las diversas lenguas amerindias entre las que se destacan, en primer lugar, el arahuaco de la zona del Caribe y las Antillas, el náhuatl del área México y el quechua de la región andina. De menor influencia o préstamo, pueden mencionarse también las voces aimaras, guaraníes, caribes, araucanas y chibchas en las áreas circundantes a lo que hoy es Bolivia, Paraguay, el Caribe, el sur de Chile y Argentina, y Colombia, respectivamente.   
Los indigenismos se relacionan fundamentalmente con fenómenos naturales, características geomórficas, especies vegetales o animales autóctonas, tipos de viviendas, objetos de trabajo cotidiano y tipos de vestidos o accesorios, entre otros. A pesar de que la mayoría de indigenismos se emplean para denominar aspectos de la cultura local de cada territorio, el uso generalizado de algunos términos de origen indígena como, canoa, chocolate, huracán, maíz, etc., ha aumentado los territorios donde se emplea, pasando a ser parte del vocabulario panhispánico.
| Antillanismos | ají      | caimito | guaco    | guabina | güiro | iguana  | jaiba  | jején  | nagua | tuna  |
| Nahuatlismos  | aguacate | chamaco | chapulín | chicle  | cuate | mapache | mecate | mezcal | milpa | tamal |

Ejemplos de indigenismos de origen antillano y náhuatl utilizados en más de 4 países de habla hispana.

## Ejemplos de indigenismo
- Del náhuatl: tiza,[4][5] chicle,[6][7] cacahuate,[8][9] chocolate,[10] tomate, aguacate, chile, pulque, tequila, cacao, galpón, hule, cocoliche, cuate, coyote, etc.[cita requerida]
- Del quechua: tambo, carpa, quena, chiripa, vincha, ojota, pisco, mate, coya, payador, chucho, puna, pampa, chacra, guano, papa, coca, choclo, quínoa, palta, vizcacha, llama, guanaco, alpaca.[cita requerida]
- Del arahuaco: canoa, iguana, cayo, enagua, carey, yuca, caoba, hamaca, sabana, huracán, barbacoa, jején, maní, tuna, guanábana, maguey, bejuco, jíbaro, guajiro.[cita requerida]
- Del aimara: chinchilla, porongo, pucho, poroto, cholo, tata, taita, tití.[cita requerida]
- Del guaraní o tupi-guaraní: maraca, piraña, jaguar, yacaré, mandioca, petunia, ñandú, zurubí, carpincho, gaucho.[cita requerida]
- Del caribe: caimán, caníbal, colibrí, piragua, manatí.[cita requerida]
- Del mapuche boldo, coipo, malón, piure.[cita requerida]
- Del chibcha o muisca: chicha, totazo, chahuán.[cita requerida]